# OCN (Fernsehsender)
OCN ist ein südkoreanischer Kabelfernsehsender, der zu CJ ENM gehört. Der Sender startete am 1. Juli 1999. Die Abkürzung OCN stand anfangs für Orion Cinema Network. Ursprünglich gehörte der Sender zu ON-Media, einem Tochterunternehmen von Orion. 2010 wurde ON-Media allerdings von CJ E&M übernommen und dadurch änderte sich die Bedeutung zu Original & Cinema Network.
Seit 2020 gibt es noch die Sender OCN Movies und OCN Thrills.